# Carson (Mississippi)
Pour les articles homonymes, voir Carson.
Carson est un secteur non constitué en municipalité situé dans le comté de Jefferson Davis, dans l'État du Mississippi, aux États-unis. Carson est situé sur l'autoroute Mississippi Highway 42, à environ 6 milles (9,656064 km) au sud-est de Prentiss. Le secteur abrite également le site archéologique de Carson Mounds,.